# Ngọc điểm
Lan thủy tiên trắng hay kiều trắng (danh pháp hai phần: Dendrobium farmeri) là một loài lan trong chi Lan hoàng thảo.
Cây phân bố từ Nam Á đến Đông Nam Á. Tại Việt Nam, cây có mặt ở các khu vực: Tuyên Quang, Vinh, Hà Tĩnh, Kon Tum, Gia Lai, Lâm Đồng.